# Vachoniolus globimanus
Espèce
Synonymes
- Buthacus minipectenibus Levy, Amitai & Shulov, 1973

Vachoniolus globimanus est une espèce de scorpions de la famille des Buthidae.

## Distribution
Cette espèce se rencontre en Oman, aux Émirats arabes unis, en Arabie saoudite et en Jordanie,.

## Habitat
C'est un scorpion psammophile.

## Description
Le mâle décrit par Lowe en 2010 mesure 62,50 mm et la femelle 56,50 mm.
Le mâle décrit par Afifeh, Al-Saraireh et Amr en 2023 mesure 64,23 mm et la femelle 52,82 mm. Vachoniolus globimanus mesure de 45 à 65 mm.

## Systématique et taxinomie
Cette espèce a été décrite par Levy, Amitai et Shulov en 1973.
Buthacus minipectenibus a été placée en synonymie par Hendrixson en 2006.

## Publication originale
- Levy, Amitai & Shulov, 1973 : « New scorpions from Israël, Jordan and Arabia. » Zoological Journal of the Linnaean Society, vol. 52, no 2, p. 113–140.